# Neoaulonastus sidorchukae
Neoaulonastus sidorchukae  (лат.) — вид хищных тромбидиформных клещей семейства Syringophilidae из подотряда Prostigmata. Южная Азия: Шри-Ланка.

## Описание
Микроскопического размера клещи (длина менее 1 мм). Длина тела от 490 до 530 мкм. Инфракапитулум и стилофор непунктированные. Длина стилофора 125 мкм, длина подвижного пальца хелицер 90 мкм.  Все идиосомальные щетинки гладкие. Обнаружены в подхвостье воробьинообразной птицы нектарницы Leptocoma zeylonica (Linnaeus) (Passeriformes: Nectariniidae). 
Вид N. sidorchukae был впервые описан в 2019 году польскими акарологами и назван в честь российского акаролога и палеонтолога Екатерины Алексеевны Сидорчук (1981–2019), трагически погибшей.